# Kanadische Badmintonmeisterschaft 1996
Die Kanadische Badmintonmeisterschaft 1996 fand Anfang Mai 1996 in Ottawa statt. Im Finale des Herreneinzels musste Jaimie Dawson bei eigener Führung aufgrund einer Verletzung aufgeben.

## Finalresultate
| Disziplin    | Sieger                            | Finalist                     | Ergebnis               |
| ------------ | --------------------------------- | ---------------------------- | ---------------------- |
| Herreneinzel | Iain Sydie                        | Jaimie Dawson                | 17-14, 10-13 (Aufgabe) |
| Dameneinzel  | Denyse Julien                     | Doris Piché                  | 11-4, 11-9             |
| Herrendoppel | Anil Kaul Iain Sydie              | Brent Olynyk Darryl Yung     | 15-5, 18-15            |
| Damendoppel  | Milaine Cloutier Robbyn Hermitage | Heather Poole Charmaine Reid | 18-15, 15-4            |
| Mixed        | Darryl Yung Denyse Julien         | Mike Beres Robbyn Hermitage  | 15-11, 18-14           |